# بوطاليا إكليلية
بوطاليا إكليلية (الاسم العلمي:Potalia coronata) هي نوع من النباتات يتبع جنس البوطاليا من الفصيلة الجنطيانية.